# Гарбанья
Гарбанья, Ґарбанья (італ. Garbagna, п'єм. Garbagna) — муніципалітет в Італії, у регіоні П'ємонт,  провінція Алессандрія.
Гарбанья розташована на відстані близько 430 км на північний захід від Рима, 110 км на схід від Турина, 34 км на південний схід від Алессандрії.
Населення — 713 осіб (2014).
Щорічний фестиваль відбувається 29 серпня. 

## Демографія
Станом на 1 січня 2023 року в муніципалітеті офіційно проживало 66 іноземців з 10 країн, серед них 36 громадян країн Євросоюзу та 6 громадян України.

## Сусідні муніципалітети
- Аволаска
- Боргетто-ді-Борбера
- Бриньяно-Фраската
- Казаско
- Кастелланія
- Дерніче
- Сардільяно